# برار (کشتی)
برار (کشتی) (به انگلیسی: Berar (ship)) یک کشتی است. این کشتی در سال ۱۸۶۳ ساخته شد.